# Jhonlin Air Transport
Jhonlin Air Transport est une compagnie aérienne régionale Indonésienne, desservant la zone de Kalimantan du Sud.

## Flotte
En février 2013, la flotte de Jhonlin Air Transport était composée de :
- 2 Cessna Grand Caravan ;
- 1 Hawker 4000 ;
- 1 Beechcraft Super King Air ;
- 1 ATR 42-600[2],[3],[4].